# Mather Communications
Mather Communications – agencja reklamowa full service, powstała w 2004 roku.
Należy do grupy Ogilvy w Polsce i grupy WPP na świecie.
Jest twórcą m.in. wizerunku marki Verva oraz Bliska dla największego w Polsce producenta paliw – firmy Orlen. W 2010 otrzymała prestiżową nagrodę srebrną statuetkę EFFIE Effie Awards za kampanię reklamową wprowadzającą markę Stop Cafe, także dla firmy Orlen. Od 6 lat w jej portfolio znajduje się Bank Millennium dla którego z sukcesem przeprowadziła wiele kampanii reklamowych. Udział w nich wzięli m.in. Anna Maria Jopek, Kasia Kowalska, Hubert Urbański, Robert Górski, zespoły Feel i Zakopower, wokalista Łukasz Zagrobelny oraz Marek Kamiński i Krzysztof Hołowczyc.